# 三宅敏夫
三宅 敏夫（みやけ としお）は、日本の俳優、スタントマン、スーツアクター。

## 人物
円谷プロダクションに所属し、平成ウルトラシリーズで怪獣のスーツアクターとして出演。2005年ごろから膝を痛めたことなどを理由にマネジメントや倉庫管理の仕事をしていたが、膝が悪化して2009年9月に円谷プロを退社した。伊豆高原ドックフォレストにてドッグアドバイザーやショーステージ担当として活躍し、一身上の都合で帰郷した後は俳優業の傍ら、東京渋谷区道玄坂で特撮Bar「怪獣屋」を経営していたが、2013年10月19日に閉店した。
現在はスタント&アクションチーム LYNX〜リンクス〜のチームリーダーとして活躍。映画、テレビの撮影からキャラクターショーに出演。

## 出演

### テレビ
- ウルトラシリーズ
  - 私が愛したウルトラセブン（1993年）パンドン[要出典]
  - ウルトラセブン 太陽エネルギー作戦（1994年）エレキング（三代目）[3]、第17支部格納庫隊員
  - ウルトラマンティガ（1996年）怪獣[注釈 1]
  - ウルトラマンダイナ（1997年）怪獣[注釈 2]、宇宙海賊（第42話）、ファビラス星人Bの声（第47話）
  - ウルトラマンガイア（1998年）怪獣[注釈 3]
  - ウルトラマンコスモス（2001年）怪獣・宇宙人[注釈 4]
- 電光超人グリッドマン（1993年）ダイナドラゴン[8]、怪獣、結晶怪獣ギラルス
- ムーンスパイラル（1996年）スパイラル
- ブースカ! ブースカ!!（1999年）ミラクルミラーキング、カモ助演技指導
- 水木しげるのゲゲゲの怪談 (2013年) 河童
- 武蔵忍法伝 忍者烈風 (2015年) 鬼毒丸、幻影丸（機上利通）、ネロハ（鬼）

### オリジナルビデオ
- ウルトラマンネオス（2000年）ザム星人[9]、シーゴリアン[9]、サゾラ[9]、バッカクーン[9]、ザムリベンジャー[9]、キングバモス[9]、ギガドレッド[9]、メンシュハイト[9]、釣り人（第3話）
- ウルトラマンダイナ 帰ってきたハネジロー（2001年）ファビラス星人Bの声

### 映画
- ウルトラマンゼアス（1996年）コッテンポッペ
- デスカッパ（2010年）ハンギョラス、パイロット
- ゴーカイジャー ゴセイジャー スーパー戦隊199ヒーロー大決戦（2011年） レジェンド大戦スーツアクター
- 平成ライダー対昭和ライダー 仮面ライダー大戦 feat.スーパー戦隊（2014年）ヒルカメレオン
- HE-LOW（2018年）スーツアクター